# چارلز دینا
چارلز اِی. دِینا (انگلیسی: Charles A. Dana؛ ‏۲۵ آوریل ۱۸۸۱ – ۲۷ ژانویهٔ ۱۹۷۵) سیاست‌مدار و کارآفرین اهل ایالات متحده آمریکا بود، که در سال ۱۹۰۴ شرکت دانا اینکورپوریتد را تأسیس کرد.